# Narodni park Slovenský raj
Narodni park Slovenský raj (slovaško Národný park Slovenský raj) je eden od devetih narodnih parkov na Slovaškem, in je v vzhodni Slovaški. Narodni park varuje območje gorovja Slovenský raj, ki je na severu Slovenské rudohorie (Slovaškega rudogorja).
Narodni park pokriva površino 197,63 km2, varovalni pas okoli parka pa pokriva površino 130,11 km2; 327,74 km2 skupaj. V parku je enajst narodnih naravnih rezervatov in osem naravnih rezervatov. Park ponuja približno 300 km pohodniških poti, pogosto opremljenih z lestvami, verigami in mostovi. Slovenský raj obsega približno 350 jam, vendar je za javnost odprta samo ledena jama Dobšiná, ki je od leta 2000 na Unescovem seznamu svetovne dediščine. Sedež parka je v kraju Spišská Nová Ves.

## Nastanek in zgodovina parka
Prvi zaščiteni rezervat na območju Slovenskega raja je bil ustanovljen leta 1890. Prva zaščitena rastlina je bila leta 1936 planika.
Ime Slovenský raj se je prvič pojavilo leta 1921 v reviji Krásy Slovenska in je nadomestilo mnoga do takrat uporabljena imena. 21. avgusta 1964 je bilo v Slovenskem raju ustanovljeno prvo zavarovano krajinsko območje na Slovaškem. Območje je bilo 18. januarja 1988 prekategorizirano v narodni park. Leta 2000 je bila ledena jama Dobšiná vpisana na Unescov seznam svetovne dediščine. Od leta 2004 so deli parka tudi del omrežja Natura 2000.

## Geografija
Narodni park leži v Banskobistriškem okraju (okrožje Brezno), Prešovskem okraju (okrožje Poprad) in Košiškem okraju (okrožji Rožnava in Spišská Nová Ves).
Slovenský raj tvori severni del Spiško-gemerskega krasa (Spišsko-gemerský kras). Meji na Nizke Tatre (Nízke Tatry) na zahodu, osrednji del gorovja Slovenské rudohorie na jugu (Stolické vrchy in Volovské vrchy) ter Hornádsko kotlino (Hornádska kotlina) na severu in severovzhodu.
Reke in potoki so oblikovali številne soteske, kanjone, doline, jame in slapove, pri čemer je reka Hornád najpomembnejša za to območje. Jedro narodnega parka je kraška planota, ki jo globoke skalnate soteske razrezujejo na več manjših planot. Najbolj znane soteske so Veľký Sokol, ki je tudi najdaljša s 4,5 km, Suchá Belá, Piecky in Kyseľ, vse pa imajo številne slapove. Prielom Hornádu je najdaljši kanjon z 11,7 km in vsebuje tudi največjo raznolikost vrst. Najvišji slap je Závojový vodopád (dobesedno Slap tančice) s 70 m. Največji vodni rezervoar je Palcmanská Maša, dokončan leta 1956, ki pokriva površino 0,85 km2. Uporablja se za kopanje, vodne športe, ribolov in druge rekreacijske dejavnosti.
Najvišji vrh je Predná hoľa s 1545 m nadmorske višine. Havrania skala (dobesedno »krokarjeva skala«) na 1153 m ponuja panoramski razgled. Skalna polica, znana kot Tomášovský výhľad, je priljubljena (med plezalci in obiskovalci) zaradi edinstvenega razgleda, in je na 680 m. Najnižja točka je na površju Hornáda na 470 m.

## Geologija
Geološka tvorba Slovenskega raja je precej zapletena. Večino ozemlja gradita dve osnovni enoti. Majhna, zahodna je enota Bebrava, ločena od vzhodne, večje enote severnega Gemerja z prelomom Muráň. Oba sta razmeroma homogena, saj prevladujejo mezozojske sedimentne kamnine, kot sta dolomit in peščenjak. Ker jih gradi karbonatna kamnina, ki je nagnjena k zakrasevanju, ima Slovenský raj značaj zakrasele planote. Razmeroma položna in precej kratka gorovja Slovenskega raja so bila dvignjena v terciarju in kvartarju. To je povzročilo erozijo lokalnega rečnega omrežja in ustvarilo ozke in globoke doline.

## Biologija in ekologija
Slovenský raj ima največjo koncentracijo metuljev na Slovaškem, s 6,06 metulja na km2, med več kot 2100 različnimi vrstami. Te spadajo med več kot 4000 vrst nevretenčarjev v parku, skupaj s 400 vrstami hroščev in 150 vrstami mehkužcev. Kopanecké lúky (dobesedno Kopanecké travniki) vsebujejo izjemno bogato biotsko raznovrstnost višjih rastlin, z več kot 75 vrstami na enem m2 površine.
Vretenčarji so zastopani s približno 200 vrstami, od tega jih je 130 zavarovanih. Tu je prisotna ena redkih evropskih kačjih vrst, navadni gad (Vipera berus); kljub svojemu strupenemu ugrizu (in možni resnosti, če je ne zdravimo), se ta kača na splošno izogiba ljudem in velikim živalim, napade le, če jo izzovejo. Prisotnih je štirideset vrst sesalcev, med njimi evropski rjavi medved, navadna lisica, volk, ris, divja mačka, navadni jelen, srna, damjak, alpski gams, divja svinja, svizec in kuna. Narodni park je dom 65 ogroženih vrst, vključno sokol plenilec, vidra in evropska tekunica.
Gozdovi pokrivajo 90 % parka. Najbolj razširjena drevesa so bukev, smreka, jelka in bor. V parku raste 930 vrst rastlin, od katerih je 35 zavarovanih. Vsebuje šest endemičnih rastlin, ki so avtohtone izključno v bližnji okolici, in 19 endemičnih rastlin, ki izvirajo iz splošnih Zahodnih Karpatov.

## Turizem
Najbolj znana turistična središča in letovišča so Čingov in Podlesok na severu, Dedinky na jugu in edino turistično središče znotraj nacionalnega parka, Kláštorisko, z ruševinami kartuzije. Najbolj obiskani mesti v parku sta ledena jama Dobšiná in soteska Suchá Belá.
Park ponuja približno 300 km pohodniških poti in več kolesarskih poti. Ena izmed najbolj obiskanih poti je "Prielom Hornádu". V severnem delu Slovenskega raja sta dve glavni turistični središči te regije: Čingov in Podlesok. Povezuje ju 15 km dolga označena pot, ki vodi skozi kanjon ob reki Hornád.